# Klausenberg (Bergisch Gladbach)
Klausenberg ist ein Ortsteil im Stadtteil Bensberg von Bergisch Gladbach.

## Geschichte
Der Siedlungsname Klausenberg  greift den früheren Siedlungsnamen Auf’m Klausenberg auf, den das Urkataster südöstlich des Alten Schlosses verzeichnet. Hier stand die erste Bensberger Pfarrkirche, die für 1155 belegt ist. 1554 wurde am Standort der heutigen Pfarrkirche St. Nikolaus eine neue Kirche gebaut. Auf dem Klausenberg blieben das Pfarrgut und die Pastorat Teil des Kirchenvermögens, von dem die Pfarrausgaben und finanziellen Aufwendungen für die Armenfürsorge bestritten wurden.
Der Flurname Klausenberg (clusenberg) leitet sich aus dem althochdeutschen „clûsa“ und dem  mittelhochdeutschen „kluse“ bzw. ursprünglich aus dem lateinischen „claustra/clusa“ (= Riegel, Verschluss, Engpass) her.